# Guillermo Rodríguez (Fußballspieler)
Guillermo Rodríguez, vollständiger Name Guillermo Daniel Rodríguez Pérez, (* 21. März 1984 in Montevideo) ist ein uruguayischer ehemaliger Fußballspieler.

## Karriere

### Verein
Der 1,85 Meter große Defensivakteur Rodríguez stand zu Beginn seiner Karriere von 2002 bis 2004 in Reihen des uruguayischen Erstligisten Danubio FC. In diesen Jahren soll er dort in 40 Erstligaspielen (zwei Tore) mitgewirkt haben. 2004 gewann er mit den Montevideanern die uruguayische Meisterschaft. 2005 spielte er beim mexikanischen Klub Atlas Guadalajara in Guadalajara. In Apertura und Clausura bestritt er zusammen 29 Ligaspiele (vier Tore). 2006 war zunächst der RC Lens in Frankreich sein Arbeitgeber. Dort stand er zweimal (kein Tor) in der Ligue 1 und fünfmal (kein Tor) bei der B-Mannschaft im CFA auf dem Platz. Im selben Jahr wechselte er dann nach Argentinien zu CA Independiente. In den Spielzeiten 2006/07 bis 2008/09 absolvierte er dort 92 Partien in der Primera División und schoss drei Tore (2006/07: 30 Spiele/1 Tor; 2007/08: 36/2; 2008/09: 26/0). Zudem kam er in zwei Begegnungen (kein Tor) der Copa Sudamericana zum Zug. Anfang August 2009 schloss er sich dem Club Atlético Peñarol an. In der Saison 2009/10 trug er bei den „Aurinegros“ mit 29 Spielen (kein Tor) in der Primera División zum Gewinn des Landesmeistertitels bei. In der Spielzeit 2010/11 lief er 20 weitere Male in der Liga auf und erzielte zwei Treffer. Zudem bestritt er zehn Partien (kein Tor) der Copa Libertadores und vier (kein Tor) in der Copa Sudamericana. Mit Peñarol stieß er bis in die Finalspiele der Copa Libertadores 2011 vor, in denen seine Mannschaft jedoch dem FC Santos unterlag. Anschließend setzte er seine Karriere ab September 2011 in Italien beim AC Cesena fort. Er debütierte am 24. September 2011 bei der 0:1-Auswärtsniederlage gegen den AC Mailand mit einem Startelfeinsatz im italienischen Ligaspielbetrieb. In der Saison 2011/12 wurde er dort 27-mal (kein Tor) in der Serie A und einmal (kein Tor) in der Coppa Italia eingesetzt. Anfang August 2012 wechselte er innerhalb der Liga zum FC Turin. 28 Erstligaspiele bis Juli 2014 (2012/13: 22/0; 2013/14: 6/0) und zwei nationale Pokalspiele weist die Statistik dort für ihn aus. Sodann schloss er sich Hellas Verona an. In der Saison 2014/15 wurde er einschließlich seines letzten Spiels am 18. Januar 2015 13-mal (kein Tor) in der höchsten italienischen Spielklasse eingesetzt. Sodann kehrte er nach Uruguay zurück, um sich nach Pressemeldungen aus dem Juli 2015 der von Juan Verzeri trainierten Mannschaft des Liverpool FC anzuschließen. Letztlich band er sich jedoch im September 2015 für eine Saison an seinen Ex-Verein Peñarol. In der Spielzeit 2015/16 gewann er mit dem Klub den Meistertitel. Er trug dazu mit 19 Erstligaeinsätzen bei und schoss ein Tor. Zudem kam er zweimal (kein Tor) in der Copa Libertadores 2016 zum Einsatz. Spätestens seit Mitte Januar 2017 gehört er dem Kader des Chiapas FC an. Bei den Mexikanern wurde er nicht in der Liga eingesetzt, bestritt jedoch eine Partie (kein Tor) in der Copa México. Nachdem er den Verein am 1. Juli 2017 wieder verlassen hatte, blieb er 1 Jahr vereinslos und schloss sich am 1. Juli 2018 den uruguayischen Erstligisten CA Cerro an. Nach 7 Spielen ging er im Januar 2019 nach Peru, zu Universitario de Deportes. Im Februar 2020 wechselte er zurück nach Uruguay, diesmal zu Institución Atlética Sud América, mit denen er 2021 aus der ersten Liga abstieg. Am 31. Dezember 2022 beendete er dort seine aktive Karriere.

### Nationalmannschaft
Rodríguez gehörte der von Juan Jacinto Rodríguez trainierten U-17-Auswahl Uruguays an, die an der U-17-Südamerikameisterschaft 2001 in Peru teilnahm und den 6. Platz belegte. 2003 zählte er zum Aufgebot der uruguayischen U-20-Nationalmannschaft bei der U-20-Südamerikameisterschaft 2003. Er war Mitglied der A-Nationalmannschaft Uruguays. Sein Debüt feierte er unter Nationaltrainer Jorge Fossati am 13. Juli 2004 bei der 2:4-Niederlage gegen Argentinien im Gruppenspiel der Copa América 2004, als er in der 43. Spielminute für Fabián Estoyanoff eingewechselt wurde. Sein letzter Einsatz datiert vom 16. November 2005 bei der 0:1-Niederlage (2:4 nach Elfmeterschießen) in der WM-Qualifikations-Play-off-Partie gegen Australien. Insgesamt absolvierte er zwölf Länderspiele, allesamt unter der Ägide von Fossati. Ein Länderspieltor erzielte er nicht.

### Erfolge
- Uruguayischer Meister: 2004, 2009/10, 2015/16